# Реганцин-Долничар, Зорка
Зорка Реганцин-Долничар (словен. Zorka Regancin-Dolničar), среди югославских партизан известна как Рушка (словен. Ruška) и Мария (словен. Marija; 21 декабря 1921, Поле, около Любляны — январь 1944, около Любляны, река Сава) — югославская словенская деятельница партизанского движения, служанка по профессии. Народный герой Югославии.

## Биография
Родилась 21 декабря 1921 в Поле близ Любляны в бедной рабочей семье. После окончания школы ушла работать служанкой в гостинице семьи Новаков в Вич. В 1941 году вступила в партизанское движение и Компартию Югославии, временно состояла в Главном штабе словенских партизанских рот. Занималась разведдеятельностью в Любляне, которая была окружена колючей проволокой. Вместе с хозяином гостиницы, Марияном Новаком, она заведовала складом, с которого поступали припасы партизанам в Доломити, а с другими работниками гостиницы она переносила небольшое количество материала в вёдрах для молока. Помимо нелегальной работы в гостинице, Зорка с мая 1941 года состояла в Службе оповещения и безопасности и в саботажной группе Народной обороны. Участвовала во многих саботажах и акциях, в том числе и операции по освобождению Антона Томшича: хотя Зорка старалась себя не выдавать, её подозрительные действия по ночам вызывали сомнения у полиции. Её осудили, но затем обменяли на итальянского военнопленного.
В конце марта — начале апреля 1942 Зорка наладила связь с партизанами в Доломитах. Некоторое время она поддерживала там связи с гостиницей Новака, откуда поступали припасы. После того, как члены ЦК КПС вместе с Верховным комитетом Освободительного фронта Словении и Главным штабом НОАЮ в Словении перебрались из Доломит в Кочевски-Рог, Зорка осталась в Любляне на работе. Её муж Руди Долничар (за него Зорка вышла замуж во время войны), политрук батальона Доломитского отряда, погиб 18 марта во время выполнения задания. В Любляне Зорка заняла должность курьера, работала под именем Мария. Участвовала в совещаниях различных руководящих организаций партизанского движения, контактировала с руководством на освобождённых территориях.
В конце декабря 1943 года Зорке надо было доставить особо важные материалы секретарю ЦК КПС Мире Светине, однако Зорку выдал полиции сосед, секретный работник домобранской полиции. Свидетелм ареста был другой полицейский, тайно симпатизировавший Освободительному фронту, который и сообщил партизанам о случившемся. Зорка была отправлена в тюрьму на территории бывшего ПТУ, а в середине января 1944 года её казнили после пыток и сбросили тело в воды реки Савы.
27 ноября 1953 Зорка Реганцин-Долничар была посмертно награждена Орденом Народного героя Югославии.